# Daniel Moloney
Daniel James „Danny Jim“ Moloney (* 14. Oktober 1909 in Tralee, County Kerry; † 26. Juni 1963 ebenda) war ein irischer Politiker der Fianna Fáil und gehörte als Teachta Dála (Abgeordneter) von 1957 bis 1961 dem Dáil Éireann, dem Unterhaus, und von 1961 bis zu seinem Tod 1963 Mitglied des Seanad Éireann, des irischen Parlaments (Oireachtas), an.

## Biografie
Moloney war als Motorenhändler in Kerry tätig. Er versuchte bei der Nachwahl für den verstorbenen John O’Connor im Wahlkreis Kerry North in den Dáil einzuziehen, scheiterte aber. Er konnte aber bei den Wahlen 1957 dann in den Dáil einziehen. Bei den Wahlen 1961 verlor er jedoch seinen Sitz wieder. Er wurde stattdessen über die Industrie- und Gewerbeliste in den Seanad Éireann gewählt. Er starb während seiner Amtszeit.